# Тарнов (Словакия)
Тарнов (словац. Tarnov) — село и одноимённая община в округе Бардеёв Прешовского края Словакии.

## История
Впервые упоминается в 1355 году.
В селе есть римо-католический костел св. Екатерины Александрийской, построенная в 1821-1826 году в стиле классицизма.

## Население
| Год:                | 1994 | 2004    | 2014    | 2024    |
| ------------------- | ---- | ------- | ------- | ------- |
| Количество человек: | 371  | 378     | 379     | 415     |
| Разница:            |      | +1,88 % | +0,26 % | +9,49 % |

Национальный состав населения (по данным последней переписи населения 2001года):
- словаки — 98,69%
- украинцы — 0,79%

Состав населения по принадлежности к религии состоянию на 2001 год:
- римо-католики — 88,74%,
- греко-католики — 9,42%,
- протестанты — 0,79%,
- православные — 0,52%,
- не считают себя верующими или не принадлежат к одной вышеупомянутой церкви — 0,52%